# 和平路駅 (大連市)
座標: 北緯39度6分26.4秒 東経121度43分30.8秒 / 北緯39.107333度 東経121.725222度
和平路駅（わへいろ-えき）は中華人民共和国遼寧省大連市金州区に位置する大連地下鉄3号線（支線）の駅である。

## 駅構造
- 相対式ホーム2面2線を有する高架駅。

## 駅周辺
- 解放音楽広場
- 金州区第一人民医院
- 金州区人民政府
- 金州区人事局
- 対外貿易経済合作局

## 歴史
- 2008年12月28日 - 開業。

## 隣の駅
大連公交客運集団有限公司
■大連地下鉄3号線（支線）
東山路駅 - 和平路駅 - 十九局駅